# 蜂粒鯰
蜂粒鯰，為輻鰭魚綱鯰形目粒鯰科的其中一種，為熱帶淡水魚，分布於亞洲緬甸Ataran流域，體長可達3.1公分，棲息在碎石底質、流動快速的溪流底層水域，生活習性不明。